# Rückkehrhilfegesetz
Das Rückkehrhilfegesetz (RückHG) ist ein deutsches Gesetz, mit dem der Wegzug von arbeitslosen Ausländern aus der Bundesrepublik gefördert werden sollte. Die Förderung erfolgte durch Zahlung einer so genannten Rückkehrhilfe. Anträge auf Rückkehrhilfe konnten bis zum 30. Juni 1984 gestellt werden. Nach dem Ablauf dieser Frist hatte das Gesetz keine praktische Bedeutung in Hinblick auf finanzielle Leistungen mehr. Es ist aber bis heute in Kraft und gibt rückkehrinteressierten Ausländern, gleich welcher Nationalität, einen Rechtsanspruch auf Beratung gegenüber der Bundesagentur für Arbeit (§ 7 RückHG). Diese Beratungsleistung wird durch die Mobilitätsberaterinnen und -berater der Zentralen Auslands- und Fachvermittlung (ZAV) erbracht.
Das Rückkehrhilfegesetz wurde als Artikel 1 des Gesetzes zur Förderung der Rückkehrbereitschaft von Ausländern vom 28. November 1983 eingeführt, welches neben dem Rückkehrhilfegesetz weitere auf Ausländer bezogene Regelungen u. a. zu Sozialversicherung, Steuern, Prämien und Vermögensbildung umfasst.

## Gründe, Aufbau und Regelungen
Durch die 2. Ölpreiskrise und die Rezession 1982 war die Arbeitslosigkeit in der Bundesrepublik Deutschland von 3,8 % im Jahr 1980 auf 9,1 % in 1983 gestiegen. Die Arbeitslosenquote der ausländischen Arbeitnehmer ging auf 15 % hoch. Daher beabsichtigte die Bundesregierung durch finanzielle Anreize die Rückkehrbereitschaft von Ausländern zu fördern. Anspruchsberechtigt waren nur Ausländer die nicht mit einem Deutschen verheiratete Staatsangehörige eines Staates waren, mit dem die Bundesregierung Vereinbarungen über Anwerbung und Beschäftigung von Arbeitnehmern abgeschlossen hatte und die nicht Mitglied der Europäischen Gemeinschaften (EG) waren.
Das Gesetz sah eine gezielte finanzielle Rückkehrhilfe sowie die vorzeitige Einlösung bestimmter Ansprüche vor. Die Rückkehrhilfe in Höhe von 10.500 DM zuzüglich 1.500 DM je Kind konnten Staatsangehörige aus Jugoslawien, Marokko, Nordkorea, Portugal, Spanien, Südkorea, der Türkei und Tunesien erhalten, wenn sie nach dem 30. Oktober 1983 bis zum 30. Juni 1984 infolge der Stilllegung des ganzen Betriebes oder von wesentlichen Betriebsteilen oder durch Konkurs arbeitslos geworden sind oder werden. Rückkehrhilfe erhielten die ausländischen Arbeitnehmer auch dann, wenn sie mindestens sechs Monate vor der Antragstellung von Kurzarbeit nach § 9 des Arbeitsförderungsgesetzes (AFG) betroffen waren.
Arbeitnehmer aus Staaten, mit denen die Bundesrepublik Deutschland bisher kein Sozialversicherungsabkommen (SVA) bestand (u. a. Portugal und die Türkei), erhielten außerdem ihre Beiträge zur Gesetzlichen Rentenversicherung (GRV) erstattet und durften ohne Verlust staatlicher Vergünstigungen über ihre Spar- und Bausparverträge (Wohnungsbauprämie) verfügen.

## Auswirkungen
Nach einem Bericht des Nachrichtenmagazins Der Spiegel vom 17. September 1984 aufgrund von Angaben des Bundesarbeitsministeriums sollen im Rahmen des Rückkehrhilfegesetzes rund 150.000 ausländische Arbeitnehmer die Bundesrepublik Deutschland verlassen haben. Der Berliner Ausländer-Experte Nikolaus Stumpfögger, Politologe an der Freien Universität, hat ermittelt, dass jeder zweite rückkehrwillige Ausländer zusätzlich auch noch eine Abfindung durch seinen Arbeitgeber in mindestens gleicher Höhe erhalten hat wie durch die Rückkehrhilfe. Die Bundesregierung sei, so der Wissenschaftler, nur noch „auf einen fahrenden Zug“ aufgesprungen und habe bei vielen ausländischen Arbeitern lediglich „staatliche Unterstützung zu Massenentlassungen“ geleistet.
Durch das Rückkehrhilfegesetz wurden allerdings die Gesetzlichen Rentenversicherungen um rund 1,5 Milliarden DM entlastet, da den Ausländern bei der Beitragserstattung nur die von ihnen selbst geleisteten, unverzinsten Arbeitnehmerbeiträge ausbezahlt wurden, nicht aber der Arbeitgeberanteil, welcher der Rentenversicherung überlassen blieb. Die vormals versicherten ausländischen Arbeitnehmer verwirkten mit der einmaligen Auszahlung von durchschnittlich 10.000 DM bis 15.000 DM ihren Anspruch auf Altersruhegeld.
Finanzielle Auswirkungen für die Jahre 1983–1984 nach Berechnung des Bundesarbeitsministerium bei der Einführung der Rückkehrhilfe:
- Kosten in Höhe von 220 Mio. DM durch Auszahlungen der Rückkehrhilfe einschließlich eines pauschalen Kinderzuschlags
- Kosten von 30 Mio. DM für die vorzeitige prämienunschädliche Rückzahlung von Sparleistungen (Wohnungsbau-Prämiengesetz), die in den Folgejahren wieder zu einer Entlastung führen
- Kosten bei der Gesetzlichen Rentenversicherung in Höhe von 680 Mio. DM, die in den Folgejahren wieder zu einer Entlastung führen, darunter 1985–1987 um 370 Mio. DM (die langfristige Entlastung bei den Rentenleistungen schätzte die Bundesregierung damals auf zwei bis 2,5 Milliarden DM[5])
- Einsparungen bei der Arbeitslosenversicherung und beim Kurzarbeitergeld von 83 Mio. DM
- Einsparungen beim Kindergeld in Höhe von 42 Mio. DM; weitere Einsparungen 1985–1987 wurden mit 195 Mio. DM beziffert.

Das Bundesverfassungsgericht hat später in einem Beschluss der 3. Kammer vom 29. Oktober 1990 zur Frage der Erteilung einer Aufenthaltserlaubnis nach Inanspruchnahme von Rückkehrhilfe nach dem Rückkehrhilfegesetz (RückHG) festgestellt, dass die vorzeitige Erstattung der Rentenversicherungsbeiträge eine Konkretisierung der Negativschranke des § 2 Abs. 1 Ausländergesetz (AuslG) a.F. darstellt und damit Personen, die die Rückkehrhilfe in Anspruch genommen haben, „von Rechts wegen von einem Daueraufenthalt im Bundesgebiet grundsätzlich“ ausgeschlossen sind. Als fragwürdig wurde kritisiert, dass das „großzügige  Geschenk“ einer Überlassung der ehemals durch den Arbeitgeber eingezahlte Rentenversicherungsbeiträge an den Staat einem künftigen Aufenthalt im Bundesgebiet entgegenstehen soll.
Der Begriff „Negativschranke“ im Ausländergesetz (AuslG): Die Negativschranke steht der Erteilung einer Aufenthaltserlaubnis nicht entgegen, wenn sich ein zum Besuch legal eingereister Ausländer erst nach der Einreise entschließt, seinen Aufenthalt zu einem anderen, sichtvermerkspflichtigen Zweck fortzusetzen. 

## Flüchtlingskrise in Europa
Im Zusammenhang zur Flüchtlingskrise in Europa 2015 stellen einzelne Staaten freiwillig heimkehrenden Flüchtlingen einen finanziellen Bonus zur Verfügung. Siehe hierzu: Rückkehrförderung.